# Tony Parsons
Pour les articles homonymes, voir Parsons.
Tony Parsons a été brièvement un guitariste du groupe de heavy metal traditionnel britannique Iron Maiden en 1979. Il a rejoint le groupe juste avant une séance de photos pour le magazine Sounds, paru le 27 octobre dont le groupe fera la couverture. Pour le concert du 14 décembre sur BBC Radio 1 dans le Friday Rock Show, il n'est déjà plus là et le groupe doit jouer à quatre !
Parsons a participé à l'enregistrement des morceaux "Sanctuary" et "Wrathchild" pour la compilation Metal for Muthas sorti 1979. Il fut remplacé par Dennis Stratton, Adrian Smith ayant alors décliné une première proposition, avant même l'enregistrement de leur premier album.

## Sources
1. ↑   Hard Rock Magazine (France), spécial Iron Maiden, tome 1, page 27